# Avenida de América metróállomás
Avenida de América metróállomás Spanyolország fővárosában, Madridban.

## Metróvonalak
Az állomást az alábbi metróvonalak érintik:
- 4-es metróvonal
- 6-os metróvonal
- 7-es metróvonal
- 9-es metróvonal

## Kapcsolódó állomások
A metróállomáshoz az alábbi állomások vannak a legközelebb:
- Prosperidad (Pinar de Chamartín, 4-es metróvonal)
- Gregorio Marañón (Pitis, 7-es metróvonal)
- Núñez de Balboa (Arganda del Rey, 9-es metróvonal)
- Diego de León (Argüelles, 4-es metróvonal)
- Diego de León (Laguna, 6-os metróvonal, külső hurok)
- República Argentina (Laguna, 6-os metróvonal, belső hurok)
- Cartagena (Hospital del Henares, 7-es metróvonal)
- Cruz del Rayo (Paco de Lucía, 9-es metróvonal)